# Microcrossidium apiculatum
Microcrossidium apiculatum là một loài Rêu trong họ Pottiaceae. Loài này được (Magill) J. Guerra & Cano mô tả khoa học đầu tiên năm 1993.